# Bertula obliqua
Bertula obliqua là một loài bướm đêm trong họ Erebidae.